# Srikalahasti
Srikalahasti (Telugu శ్రీకాళహస్తి Śrīkāḷahasti) ist eine Stadt im indischen Bundesstaat Andhra Pradesh.
Die Stadt liegt im Distrikt Tirupati. Srikalahasti hat den Status einer Municipality. Die Stadt ist in 17 Wards gegliedert.

## Demografie
Die Einwohnerzahl der Stadt liegt laut der Volkszählung von 2011 bei 80.056. Srikalahasti hat ein Geschlechterverhältnis von 1053 Frauen pro 1000 Männer und damit einen für Indien seltenen Frauenüberschuss. Die Alphabetisierungsrate lag bei 78,7 % im Jahr 2011. Knapp 85 % der Bevölkerung sind Hindus, ca. 13 % sind Muslime, ca. 1 % sind Christen und ca. 1 % gehören einer anderen oder keiner Religion an. 10,3 % der Bevölkerung sind Kinder unter 6 Jahren.

## Sehenswürdigkeiten
Eine bedeutende Sehenswürdigkeit ist der Srikalahasti-Tempel (der Gottheit Shiva gewidmet), der Srikalahasti zu einer heiligen Stadt macht. Der Tempel wurde ursprünglich in der Pallava-Ära erbaut und die heutige Struktur wurde im 11. Jahrhundert unter der Herrschaft der Chola-Könige errichtet. Die Hundert-Pfeiler-Halle im Tempel wurde während des Regimes von  Sri Krishnadeva Raya 1516 n. Chr. in Auftrag gegeben.

## Infrastruktur
Die Stadt ist über einen eigenen Bahnhof mit dem nationalen Schienennetz verbunden.